# Serie A 1975-1976 (rugby a 15)
La serie A 1975-76 fu il 46º campionato nazionale italiano di rugby a 15 di prima divisione.
Si tenne dal 28 settembre 1975 al 16 maggio 1976 tra 12 squadre a girone unico; l'anno successivo, per ampliamento del torneo a 14 formazioni, vi fu una sola retrocessione a fronte di tre promozioni dalla serie B, salvo poi tornare a 12 squadre dopo solo quattro stagioni.
Dopo le esperienze della Ginnastica Torino e del CUS Torino, un'altra formazione sabauda si affacciò alla massima serie, il Torino, formato da elementi fuoriusciti dal club universitario.
Esordì in serie A anche il Casale, formazione veneta di Casale sul Sile (TV).
A vincere il titolo nazionale fu, per l'ottava volta, il Rovigo, che si laureò campione d'Italia proprio all'ultima giornata, come il Brescia campione uscente aveva fatto l'anno precedente ai danni dell'Aquila: al 22º turno la squadra lombarda era appaiata in classifica al Rovigo a quota 34 e ospitava proprio i veneti, che si imposero per 12-6 e vinsero il campionato.
L'unica squadra a retrocedere fu il Frascati.
Il campionato si segnalò anche per un ulteriore passo in avanti sulla strada delle sponsorizzazioni: se fino alla stagione precedente esse rappresentavano un'eccezione, nell'edizione in oggetto per la prima volta il numero di squadre il cui nome fu accoppiato a un marchio commerciale fu uguale a quello di coloro prive di sponsor, esattamente 6 contro 6: già dal campionato seguente le squadre con uno sponsor furono la maggioranza e in seguito i partner commerciali entrarono di fatto in pianta stabile nel campionato, e furono le squadre prive di marchio a rappresentare quasi sempre un'eccezione.

## Squadre partecipanti e sponsor
- Amatori Catania
- L’Aquila
- Brescia (Wührer)
- Casale (Gasparello)
- Fiamme Oro
- Frascati

- Parma
- Petrarca
- Rugby Roma (Algida)
- Rovigo (Sanson)
- Torino (Ambrosetti)
- Treviso (Metalcrom)

## Risultati
|       | 1ª/12ª giornata              |       |
| ----- | ---------------------------- | ----- |
| 12-22 | Torino - Petrarca            | 12-65 |
| 30-4  | L'Aquila - Amatori Catania   | 6-4   |
| 13-12 | Treviso - Rugby Roma         | 13-9  |
| 19-12 | Fiamme Oro - Frascati        | 26-18 |
| 26-21 | Rovigo - Parma               | 13-13 |
| 48-6  | Brescia - Casale             | 20-0  |
|       |                              |       |
|       | 4ª/15ª giornata              |       |
| 25-17 | Rugby Roma - Rovigo          | 7-34  |
| 13-18 | Fiamme Oro - L'Aquila        | 9-31  |
| 10-10 | Frascati - Casale            | 3-13  |
| 13-10 | Treviso - Torino             | 24-15 |
| 20-9  | Petrarca - Amatori Catania   | 12-6  |
| 19-3  | Brescia - Parma              | 20-0  |
|       |                              |       |
|       | 7ª/18ª giornata              |       |
| 18-3  | Rugby Roma - Casale          | 3-12  |
| 8-15  | Amatori Catania - Brescia    | 0-23  |
| 9-18  | Fiamme Oro - Petrarca        | 20-25 |
| 12-7  | L'Aquila - Rovigo            | 15-17 |
| 35-0  | Treviso - Frascati           | 46-18 |
| 20-6  | Parma - Torino               | 10-10 |
|       |                              |       |
|       | 10ª/21ª giornata             |       |
| 10-21 | Amatori Catania - Rugby Roma | 12-22 |
| 14-0  | Torino - Frascati            | 13-6  |
| 13-0  | Treviso - Casale             | 10-4  |
| 20-0  | L'Aquila - Parma             | 14-13 |
| 3-9   | Petrarca - Rovigo            | 12-9  |
| 26-9  | Brescia - Fiamme Oro         | 9-31  |

|       | 2ª/13ª giornata              |       |
| ----- | ---------------------------- | ----- |
| 60-21 | Rugby Roma - Fiamme Oro      | 0-16  |
| 12-15 | Frascati - Brescia           | 4-30  |
| 0-0   | Casale - Amatori Catania     | 3-3   |
| 6-9   | Parma - Treviso              | 3-22  |
| 13-9  | Petrarca - L'Aquila          | 13-16 |
| 26-6  | Rovigo - Torino              | 21-16 |
|       |                              |       |
|       | 5ª/16ª giornata              |       |
| 10-0  | Torino - Amatori Catania     | 0-14  |
| 9-3   | Casale - Fiamme Oro          | 7-13  |
| 29-7  | L'Aquila - Frascati          | 16-6  |
| 6-4   | Parma - Rugby Roma           | 10-12 |
| 7-6   | Petrarca - Brescia           | 7-12  |
| 20-6  | Rovigo - Treviso             | 15-13 |
|       |                              |       |
|       | 8ª/19ª giornata              |       |
| 10-3  | Torino - Casale              | 25-13 |
| 12-12 | Frascati - Rugby Roma        | 8-11  |
| 28-10 | Treviso - Amatori Catania    | 3-4   |
| 20-6  | Petrarca - Parma             | 12-0  |
| 17-6  | Rovigo - Fiamme Oro          | 14-9  |
| 20-10 | Brescia - L'Aquila           | 12-12 |
|       |                              |       |
|       | 11ª/22ª giornata             |       |
| 6-6   | Torino - Rugby Roma          | 18-26 |
| 12-11 | Fiamme Oro - Amatori Catania | 16-20 |
| 4-49  | Frascati - Petrarca          | 19-35 |
| 33-15 | Treviso - L'Aquila           | 6-40  |
| 12-0  | Parma - Casale               | 9-14  |
| 3-3   | Rovigo - Brescia             | 12-6  |

|       | 3ª/14ª giornata            |       |
| ----- | -------------------------- | ----- |
| 10-6  | Amatori Catania - Frascati | 6-6   |
| 13-18 | Torino - Brescia           | 6-14  |
| 10-10 | Casale - Rovigo            | 6-24  |
| 13-10 | L'Aquila - Rugby Roma      | 6-7   |
| 20-9  | Treviso - Petrarca         | 8-13  |
| 19-3  | Parma - Fiamme Oro         | 3-12  |
|       |                            |       |
|       | 6ª/17ª giornata            |       |
| 10-9  | Rugby Roma - Petrarca      | 10-9  |
| 15-3  | Amatori Catania - Parma    | 0-17  |
| 21-6  | Fiamme Oro - Torino        | 19-4  |
| 3-3   | Frascati - Rovigo          | 9-38  |
| 3-3   | Casale - L'Aquila          | 3-36  |
| 22-4  | Brescia - Treviso          | 25-3  |
|       |                            |       |
|       | 9ª/20ª giornata            |       |
| 16-9  | Rugby Roma - Brescia       | 14-21 |
| 4-6   | Fiamme Oro - Treviso       | 7-7   |
| 0-36  | Casale - Petrarca          | 13-50 |
| 41-0  | L'Aquila - Torino          | 13-13 |
| 4-9   | Parma - Frascati           | 3-6   |
| 6-18  | Amatori Catania - Rovigo   | 0-111 |

## Classifica
|               |     | Squadra         | G  | V  | N | P  | PF  | PS  | Pt |
| ------------- | --- | --------------- | -- | -- | - | -- | --- | --- | -- |
|               | 1.  | Rovigo          | 22 | 16 | 4 | 2  | 470 | 203 | 36 |
|               | 2.  | Brescia         | 22 | 16 | 2 | 4  | 385 | 157 | 34 |
|               | 3.  | Petrarca        | 22 | 16 | 0 | 6  | 459 | 215 | 32 |
|               | 4.  | L’Aquila        | 22 | 14 | 3 | 5  | 398 | 218 | 31 |
|               | 5.  | Treviso         | 22 | 13 | 1 | 8  | 327 | 261 | 27 |
|               | 6.  | Rugby Roma      | 22 | 11 | 2 | 9  | 303 | 288 | 24 |
|               | 7.  | Fiamme Oro      | 22 | 9  | 2 | 11 | 299 | 325 | 20 |
|               | 8.  | Torino          | 22 | 6  | 3 | 12 | 220 | 379 | 15 |
|               | 9.  | Amatori Catania | 22 | 5  | 3 | 14 | 152 | 382 | 13 |
|               | 10. | Casale          | 22 | 4  | 5 | 12 | 128 | 355 | 13 |
|               | 11. | Parma           | 22 | 4  | 3 | 15 | 166 | 267 | 11 |
| Retrocessione | 12. | Frascati        | 22 | 2  | 4 | 16 | 169 | 399 | 8  |

## Verdetti
- Rovigo: campione d'Italia
- Frascati : retrocessa in serie B